# کوخ حاجی کریم
کوخ حاجی کریم، روستایی از توابع بخش ننور شهرستان بانه در استان کردستان ایران است.

## جمعیت
این روستا در دهستان بوئین قرار دارد و براساس سرشماری مرکز آمار ایران در سال ۱۳۸۵، جمعیت آن ۳۰ نفر (۵خانوار) بوده‌است.